# 細川村 (兵庫県)
細川村（ほそかわむら）は、兵庫県にかつて存在した村。美嚢郡。現在の三木市細川町である。

## 概要
播磨平野に位置し、村の中央部には美嚢川が流れており、東側には細川丘陵になっている。その頂上には石上山がそびえたっている。

## 沿革
- 1889年（明治22年）4月1日 - 町村制施行により、以下の範囲を以て細川村発足。
  - 脇川村、豊地村、金屋村、高篠村、桃津村、増田村、垂穂村、中里村、瑞穂村、高畑村、西村、細川中村
- 1954年（昭和29年）6月1日 - 三木町・別所村・口吉川村との合併により、三木市となり、消滅。

## 農業
小作農家が少ない。
- 総数-542戸
  - 自作農家-182戸
  - 小作農家-128戸
  - 自小作農家-232戸

（昭和4年の自・小作別・経営規模別農家数）

## 教育
- 三木市立豊地小学校
- 三木市立瑞穂小学校→2007年3月廃校。
- 細川村立細川中学校→1969年廃校。

## 歴代村長
- 初代：常森源吾（明治22年6月12日 - 明治30年7月13日）
- 2代：藤平弘義（明治30年8月9日 - 明治38年2月17日）
- 3代：常森源吾（明治38年3月1日 - 明治38年8月29日）2回目
- 4代：米村喜一（明治38年10月4日 - 明治41年7月23日）
- 5代：八木鶴松（明治41年7月27日 - 大正3年3月30日）
- 6代：久米和夫（大正3年6月9日 - 大正7年6月8日）
- 7代：八木祐三郎（大正7年7月11日 - 大正11年7月10日）
- 8代：小西康文（大正11年8月15日 - 昭和4年11月26日）
- 9代：久米和夫（昭和5年6月17日 - 昭和7年6月6日）2回目
- 10代：片山栄次（昭和7年7月27日 - 昭和21年11月16日）
- 11代：久米孝二（昭和22年4月5日 - 昭和29年6月30日）